# 悟道軒圓玉
悟道軒 圓玉（ごどうけん えんぎょく）は、講釈師の名跡。新字体は悟道軒円玉。

## 初代
本名：浪上義三郎（戸籍上は浪上儀三郎）、慶応2年11月16日（1866年12月22日） - 昭和15年（1940年）1月13日。享年75。
江戸出身、16歳で二代目松林伯圓の門弟となり伯義、1889年に五代目松林圓玉。師・二代目伯圓の没後、しばらく自身が病気がちになり、心機一転、悟道軒圓玉と改名した。
新作など講談の創作に力を入れた。
川口松太郎は、1919年から、悟道軒円玉の家に住み込んでその口述筆記を手伝い、漢詩や江戸文学の素養も積んだ。 
墓所は江戸川区深川心行寺。

## 二代目
- 1942年12月28日 - 川越市の生まれ。
- 県立川越工業高校卒業後、富士重工に勤務[2]。講談界の最長老・服部伸の芸を聴いたことがきっかけで講談師の道へ[2]。
- 1963年 - 十二代目田辺南鶴に入門し田辺南洲[5]
- 1968年 - 南鶴没後、服部伸の預かり弟子となる[5]。
- 1969年 - 二つ目昇進[5]。
- 1973年 - 史上最年少で芸術祭大衆芸能部門優秀賞を受賞[2]。
- 1977年 - 芸術祭優秀賞受賞。
- 1978年 - 真打昇進し二代目悟道軒圓玉を襲名[5]。
- 1989年 - 交通事故で脳死状態になる[5]。
- 1994年 - 高次脳機能障害を乗り越え高座に復帰[5]。